# Can Romagós
Can Romagós és una casa de Celrà (Gironès) inclosa a l'Inventari del Patrimoni Arquitectònic de Catalunya.

## Descripció
És una casa de planta rectangular amb baixos, pis i golfes. Presenta tres façanes exteriors i una paret mitjanera. Murs portants amb carreus ben tallats i units amb morter marcant juntes. Porta amb arc de mig punt i 19 dovelles. Les obertures són totes emmarcades amb carreus de pedra. Les llindes són planes i presenten decoracions florals triangulars d'inspiració gòtica. Hi ha un balcó amb barana de ferro forjat presumiblement del segle xix. A la façana posterior hi ha una finestra transformada en balconera amb una inscripció i datada l'any 1579. La façana lateral presenta elements propis del segle xix. La part superior és rematada amb una barana d'inspiració romàntica pròpia del segle xix.